# Mouvement international de la réconciliation
Pour les articles homonymes, voir MIR.
Le Mouvement international de la réconciliation (MIR) est une association française œuvrant pour la paix et la résolution de conflit par la non-violence. Elle est souvent qualifiée de pacifiste et antimilitariste au cours de son histoire. C'est la branche française de l’International Fellowship of Reconciliation (IFOR), fondé en 1914.

## Objectifs
Le MIR se définit comme un mouvement non-violent inspiré de l'Évangile. Il travaille à l'élaboration et à la diffusion d'une théologie de la non-violence et entend lutter contre la guerre sous toutes ses formes. Son siège est à Paris. Il publie les Cahiers de la Réconciliation depuis 1926 (mensuel jusqu'en 1985, aujourd'hui trimestriel). Le MIR est membre de la Fédération protestante de France. 

## Histoire
Au début de la Première Guerre mondiale naît l’idée d’une organisation œcuménique et pacifiste qui sera fondée sur le plan international en 1919 aux Pays-Bas sous le nom International Fellowship of Reconciliation (IFOR). La branche française est créée en 1923 sous le nom « Mouvement international de la réconciliation » (MIR), par des étudiants de la Faculté de théologie protestante de Paris. Elle s'engage pour l'objection de conscience, afin de permettre de refuser le Service militaire en France,,.
Durant la Seconde Guerre mondiale, le pasteur André Trocmé, membre du MIR, engage la population du village du Chambon-sur-Lignon dans le sauvetage de milliers de juifs. Après la guerre, celui-ci devient secrétaire général du mouvement. Le mouvement s'engage alors pour le désarmement nucléaire, la réconciliation franco-allemande, et pour la promotion de la non-violence dans les mouvements de résistance aux dictatures dans le monde,. La lutte du Larzac, rejoignant écologisme et antimilitarisme, est un grand moment de mobilisation.
Le MIR a compté parmi ses membres et responsables : Leonhard Ragaz (1868-1945), Henri Roser (1899-1981), André Trocmé (1901-1971), Magda Trocmé (1901-1996), Théodore Monod (1902-2000), Jacques Martin (pasteur) (1906-2001), Jean Lasserre (1908-1983), René Cruse (1922-2017), Jean Goss (1912-1991) et Hildegard Goss-Mayr (née en 1930), Alfred Bour (1943-2021). Deux de ses membres ont été présidents du mouvement sur le plan international : Ambroise Monod et Marie-Pierre Bovy (1992-1996).

### Biographies des membres du MIR
- Gérard Houver, Jean et Hildegarde Goss : la non-violence, c'est la vie, Paris, Ed. Cerf, 1981
- Pierre Kneubühler, Henri Roser: L'enjeu d'une terre nouvelle, Paris, Les Bergers et les Mages, 1992
- Jean Goss, témoin de la non-violence, Paris, MIR, 1993.
- Actes du Colloque Jean Goss du 30 octobre 1993, Paris, MIR, 1995.
- Hildegard Goss-Mayr, Oser le combat non-violent : aux côtés de Jean Goss, Paris, Ed. Cerf, 1998, 247 p.
- Hildegard Goss-Mayr, Jo Hanssens : Jean Goss. Mystique et militant de la non-violence, Namur, Fidélité, 2010, préface d'Adolfo Pérez Esquivel.
- Manon Widmer, René Cruse, homme de parole, Genève, Éditions Slatkine, 2013  (ISBN 978-2-8321-0577-1)
- Violaine Kichenin-Martin, Jacques Martin, objecteur de conscience, Juste et Résistant, Ampelos Editions, 2015, préface de Patrick Cabanel  (ISBN 978-2-35618-104-6)
- Magda Trocmé, Souvenirs d'une jeunesse hors normes, Strasbourg, Presses universitaires de Strasbourg, 2017, édit. N. Bourguignat et F. Rognon
- André Trocmé, Mémoires, Labor et Fides, 2020, édition, introduction, épilogue et notes de Patrick Cabanel  (ISBN 978-2830917307)
- Magda Trocmé, Souvenirs d'une vie d'engagements, Mémoires édités par Nicolas Bourguinat, Patrick Cabanel et Frédéric Rognon, Strasbourg, Presses Universitaires de Strasbourg, 2021

### Œuvres des membres du MIR
- Jean Lasserre, Le Chrétien et la politique, Paris, Société centrale d'évangélisation. Collection La Foi protestante, 1948.
- Henri Roser, Le chrétien devant la guerre, Labor et Fides, 1953, 45 p.
- Jean Lasserre, La Guerre et l'Évangile, Paris, 1953. (Trad. allemande : Der Krieg und das Evangelium, München, 1956. Trad. anglaise : War and the Gospel, London, 1962 et Scottdale, (Pennsylvanie), 1974).
- Henri Roser, Non-violence chrétienne, [Mouvement de la Réconciliation], 1956
- André Trocmé, Jésus-Christ et la révolution non violente, Labor et Fides, 1961  (ISBN 9782830905465).
- Jean Lasserre, Les Chrétiens et la violence, Paris, 1965 (réédition, Lyon 2008).
- Jean Goss, Hildegard Goss-Mayr et le MIR : Une autre révolution: violence des non-violents, Paris, Ed. Cerf, 1969, 185 p.
- Jean Goss, Hildegard Goss-Mayr et Jean Lasserre : Une révolution pour tous les hommes, Toulouse : Centre d'Information pour l'ouverture au tiers-monde, 1969, 55 p.
- Jean Goss et Hildegard Goss-Mayr, Évangile et luttes pour la paix : séminaire d'entrainement à la non-violence évangélique et ses méthodes d'engagement, Paris, Les Bergers et les Mages, 1989, 98 p.
- Alfred Bour, Oser la non-violence active. Une force au service de la paix : manuel pédagogique, Butare (Rwanda), Service d'Animation Théologique (SAT), 1998
- Magda et André Trocmé, figures de résistances. Textes choisis et présentés par Pierre Boismorand, Paris, Les Éditions du Cerf, 2008  (ISBN 978-2-204-08480-2)
- Henri Roser, La paix sans illusions, Plough Publishing House, 2011
- Magda Trocmé, « Parmi les disciples de Gandhi : journal d'une pacifiste aux Indes (octobre 1949-février 1950) », in Source(s). Arts, Civilisation et Histoire de l'Europe, 2016 - n° 8-9, p. 157-183.